# Yoni (strip)
Yoni is een Frans-Belgische stripreeks die begon in mei 2004. Alle albums zijn geschreven door Yannick Le Pennetier, gekend als Yann, getekend door Philippe Berthet en uitgegeven door Dupuis.

## Albums
| Nummer | Titel                 |
| ------ | --------------------- |
| 1      | DollyMorphing         |
| 2      | Welkom in de TAZ-zone |